# Chiquinquirá
Chiquinquirá – miasto w Kolumbii, w departamencie Boyacá.